# Habitatge al carrer Tarull, 10 (Tossa de Mar)
L'edifici situat al Carrer Tarull, 10 és una obra del municipi de Tossa de Mar (Selva) que forma part de l'Inventari del Patrimoni Arquitectònic de Catalunya.

## Descripció
L'edifici de dues plantes situat entre mitgeres darrere de l'església parroquial de Sant Vicenç. La coberta és a doble vessant a façana i de teula àrab. La façana és arrebossada i pintada de blanc. La planta baixa consta d'un portal i d'una finestra. El portal principal de pedra amb llinda monolítica i brancals fets de grans blocs motllurats. Aquesta llinda porta gravada la data de 1778 en un marc amb els angles convexos i el brancal esquerra ha estat modificat, restant amplada a la llum inicial de la porta, en algun moment de la seva evolució constructiva. La finestra, emmarcada de granit, té una reixa de ferro de forma quadriculada.
El primer pis conté dues finestres amb balcó, essent més gran el que hi ha sobre la porta principal. Els balcons són de ferro i base d'obra, ferro de forja amb decoració gemètrica i floral i ceràmica pintada amb color verd i blanc i decoració de rombes. El ràfec de la cornisa està format per una filera de teula i una canalera també de teula. Com a exemple de casa tossenca de finals del xviii destaca el portal de pedra amb llinda horitzontal, la porta de doble obertura i de fusta treballada sobre l'accés principal. Altres elements interessants són el balcó de ferro i base de fusta, ferro i rajola.

## Història
Es tracta d'una casa senzilla d'estructura típica i sense ampliació de pisos superiors de finals del segle xviii. Bona part de les cases i els carrers de la vila nova de Tossa són originàries del segle xviii, quan la vila va suportar un creixement econòmic i demogràfic que va urbanitzar aquesta zona. Moltes d'elles, malgrat haver-se reformat interiorment i exteriorment, han conservat restes de les cases originals, com ara llindes gravades o finestres motllurades de pedra. D'altra banda, aquests elements són, la major part de les vegades, els únics elements conservats.
Aquest edifici destaca per ser un dels edificis característics de la nova urbanització de la Tossa de finals del segle xviii. El treball artístic de la fusta de les portes de la majoria d'aquestes cases es deuen a la família d'artistes i fusters de Cas Martí.